# Elamonjärvi
Elamonjärvi är en sjö i Finland. Den ligger i Kangasala kommun i landskapet Birkaland, i den södra delen av landet, 140 km norr om huvudstaden Helsingfors. Elamonjärvi ligger 147,6 meter över havet. I omgivningarna runt Elamonjärvi växer i huvudsak blandskog. Arean är 53,5 hektar och strandlinjen är 4,53 kilometer lång. Sjön  ingår i Kumo älvs huvudavrinningsområde. 